# Norges-la-Ville
Norges-la-Ville és un municipi francès, situat al departament de la Costa d'Or i a la regió de Borgonya - Franc Comtat. L'any 2007 tenia 922 habitants.

## Demografia

### Població
El 2007 la població de fet de Norges-la-Ville era de 922 persones. Hi havia 278 famílies, de les quals 28 eren unipersonals (16 homes vivint sols i 12 dones vivint soles), 85 parelles sense fills, 145 parelles amb fills i 20 famílies monoparentals amb fills.
La població ha evolucionat segons el següent gràfic:
Habitants censats

### Habitatges
El 2007 hi havia 285 habitatges, 281 eren l'habitatge principal de la família, 1 era una segona residència i 3 estaven desocupats. 259 eren cases i 26 eren apartaments. Dels 281 habitatges principals, 238 estaven ocupats pels seus propietaris, 37 estaven llogats i ocupats pels llogaters i 5 estaven cedits a títol gratuït; 1 tenia una cambra, 4 en tenien dues, 16 en tenien tres, 75 en tenien quatre i 185 en tenien cinc o més. 247 habitatges disposaven pel capbaix d'una plaça de pàrquing. A 82 habitatges hi havia un automòbil i a 192 n'hi havia dos o més.

### Piràmide de població
La piràmide de població per edats i sexe el 2009 era:
| Homes | Edats   | Dones |
| ----- | ------- | ----- |
| 0     | 95 o +  | 0     |
| 0     | 90 a 94 | 0     |
| 0     | 85 a 89 | 4     |
| 0     | 80 a 84 | 0     |
| 4     | 75 a 79 | 8     |
| 0     | 70 a 74 | 4     |
| 12    | 65 a 69 | 4     |
| 16    | 60 a 64 | 12    |
| 8     | 55 a 59 | 24    |
| 32    | 50 a 54 | 28    |
| 44    | 45 a 49 | 32    |
| 56    | 40 a 44 | 28    |
| 44    | 35 a 39 | 28    |
| 52    | 30 a 34 | 48    |
| 12    | 25 a 29 | 24    |
| 16    | 20 a 24 | 12    |
| 24    | 15 a 19 | 16    |
| 28    | 10 a 14 | 60    |
| 20    | 5 a 9   | 44    |
| 28    | 0 a 4   | 48    |

## Economia
El 2007 la població en edat de treballar era de 654 persones, 437 eren actives i 217 eren inactives. De les 437 persones actives 410 estaven ocupades (214 homes i 196 dones) i 27 estaven aturades (15 homes i 12 dones). De les 217 persones inactives 46 estaven jubilades, 70 estaven estudiant i 101 estaven classificades com a «altres inactius».

### Ingressos
El 2009 a Norges-la-Ville hi havia 260 unitats fiscals que integraven 750,5 persones, la mediana anual d'ingressos fiscals per persona era de 23.367 €.

### Activitats econòmiques
Dels 39 establiments que hi havia el 2007, 1 era d'una empresa extractiva, 1 d'una empresa alimentària, 2 d'empreses de fabricació de material elèctric, 2 d'empreses de fabricació d'altres productes industrials, 12 d'empreses de construcció, 7 d'empreses de comerç i reparació d'automòbils, 2 d'empreses de transport, 2 d'empreses d'hostatgeria i restauració, 1 d'una empresa immobiliària, 7 d'empreses de serveis, 1 d'una entitat de l'administració pública i 1 d'una empresa classificada com a «altres activitats de serveis».
Dels 10 establiments de servei als particulars que hi havia el 2009, 4 eren paletes, 1 guixaire pintor, 2 fusteries, 1 lampisteria, 1 veterinari i 1 restaurant.
Dels 2 establiments comercials que hi havia el 2009, 1 era una llibreria i 1 una botiga de mobles.

## Equipaments sanitaris i escolars
El 2009 hi havia 1 escola maternal integrada dins d'un grup escolar amb les comunes properes formant una escola dispersa i 1 escola elemental integrada dins d'un grup escolar amb les comunes properes formant una escola dispersa.

## Poblacions més properes
El següent diagrama mostra les poblacions més properes.